# Morten Arnfred
Morten Arnfred (ur. 2 sierpnia 1945 w Kopenhadze) – duński filmowiec.

## Filmografia
scenariusz
- 2003: Lykkevej
- 1993: Kamuflaż (Den Russiske sangerinde)
- 1988: Himmel og helvede
- 1983: Der er et yndigt land
- 1979: Johnny Larsen
- 1978: Mig og Charly

reżyser
- 2005: Ten wielki dzień (Den Store dag)
- 2003: Lykkevej
- 1998: Gang Olsena: Ostatnia misja (Olsen-bandens sidste stik)
- 1997-1999: Taxa
- 1997: Królestwo II (Riget II)
- 1997: Beck 2 - spår i mörker
- 1994: Królestwo (Riget)
- 1993: Kamuflaż (Den Russiske sangerinde)
- 1988: Himmel og helvede
- 1983: Der er et yndigt land
- 1979: Johnny Larsen
- 1978: Mig og Charly
- 1976: Måske ku' vi

zdjęcia
- 1977: Drenge

aktor
- 1997: Tranceformer - portret Larsa von Triera (Tranceformer - A Portrait of Lars von Trier)
- 1974: Prins Piwi jako Johnny Hans

producent
- 1983: Der er et yndigt land